# Tour de Californie féminin 2019
Cet article traite uniquement de la compétition féminine. Pour les résultats de la compétition masculine, voir Tour de Californie 2019.
La 5e édition du Tour de Californie féminin a lieu du 16 au 18 mai 2019. C'est la onzième épreuve de l'UCI World Tour féminin 2019.
Anna van der Breggen remporte la première étape en solitaire. Le lendemain sur l'étape reine, Katie Hall et la Néerlandaise passent la ligne ensemble et s'assure la domination sur l'épreuve. Lors de la dernière étape, malgré de très nombreuses attaques, Elisa Balsamo s'impose dans un sprint réduit. Au classement général, Anna van der Breggen s'impose devant Katie Hall et Ashleigh Moolman. La première gagne aussi le classement par points. Liliana Moreno est la meilleure grimpeuse, Juliette Labous la meilleure jeune et Canyon-SRAM la meilleure équipe.

## Équipes
| Équipes féminines professionnelles (16)- Astana Women's - BePink - Boels Dolmans - Canyon-SRAM Racing - CCC-Liv - Cogeas-Mettler - Drops - Hagens Berman-Supermint - Rally UHC Cycling Women - Sho-Air Twenty20 - Swapit Agolico - Sunweb Women - Tibco-Silicon Valley Bank - Trek-Segafredo - Valcar Cylance - WNT-Rotor Pro Cycling |
| |

## Étapes
| Étape     | Date   | Villes étapes               | type              | Distance (km) | Vainqueur d'étape    | Leader du classement général |
| --------- | ------ | --------------------------- | ----------------- | ------------- | -------------------- | ---------------------------- |
| 1re étape | 16 mai | Ventura – Ventura           | étape vallonnée   | 96,5          | Anna van der Breggen | Anna van der Breggen         |
| 2e étape  | 17 mai | Ontario – Mount San Antonio | étape de montagne | 74            | Katie Hall           | Anna van der Breggen         |
| 3e étape  | 18 mai | Santa Clarita – Pasadena    | étape vallonnée   | 115,5         | Elisa Balsamo        | Anna van der Breggen         |

## Déroulement de la course

### 1reétape
Un vent fort souffle sur l'étape. De nombreuses attaques ponctue le début d'étape. À soixante-neuf kilomètres de l'arrivée, Lindsay Goldman se trouve seule en tête avec une minute trente d'avance. Elle est reprise à cinquante-quatre kilomètres du but. La formation Boels Dolmans se met alors à mener le peloton et imprime un rythme soutenu dans les cols. Liliana Moreno passe en tête au sommet. Olga Zabelinskaya attaque après le sommet. Son avance atteint rapidement la minute. Boels Dolmans entame la chasse plus loin. Le peloton se morcelle sous l'effet du vent de côté. Zabelinskaya arrive au pied de la dernière côte avec trente secondes d'avance. Dans celle-ci, Anna van der Breggen et Lizzie Deignan passent à l'offensive. Elles rejoignent la fuyarde. Anna van der Breggen poursuit sur sa lancée et s'impose seule. Derrière, Elisa Balsamo règle le sprint des poursuivantes.
| \| Classement de l'étape \| Classement de l'étape \| Classement de l'étape \| Classement de l'étape \| Classement de l'étape \| \| Coureuse \| Coureuse \| Pays \| Équipe \| Temps \| \| --------------------- \| --------------------- \| --------------------- \| ------------------------- \| --------------------- \| \| 1re \| Anna van der Breggen \| Pays-Bas \| Boels Dolmans \| 2 h 36 min 17 s \| \| 2e \| Elisa Balsamo \| Italie \| Valcar Cylance \| + 18 s \| \| 3e \| Arlenis Sierra \| Cuba \| Astana Women's Team \| + 18 s \| \| 4e \| Leah Kirchmann \| Canada \| Sunweb \| + 18 s \| \| 5e \| Ashleigh Moolman \| Afrique du Sud \| CCC-Liv \| + 18 s \| \| 6e \| Katarzyna Niewiadoma \| Pologne \| Canyon-SRAM Racing \| + 18 s \| \| 7e \| Emma White \| États-Unis \| Rally Cycling \| + 18 s \| \| 8e \| Lizzie Deignan \| Royaume-Uni \| Trek-Segafredo \| + 18 s \| \| 9e \| Brodie Chapman \| Australie \| Tibco-Silicon Valley Bank \| + 20 s \| \| 10e \| Marta Cavalli \| Italie \| Valcar Cylance \| + 20 s \| |                      |                |                           |                 |
| |                      |                |                           |                 |
| Source : ProCyclingStats |                      |                |                           |                 |
| Classement de l'étape |                      |                |                           |                 |
| Coureuse | Coureuse             | Pays           | Équipe                    | Temps           |
| 1re | Anna van der Breggen | Pays-Bas       | Boels Dolmans             | 2 h 36 min 17 s |
| 2e | Elisa Balsamo        | Italie         | Valcar Cylance            | + 18 s          |
| 3e | Arlenis Sierra       | Cuba           | Astana Women's Team       | + 18 s          |
| 4e | Leah Kirchmann       | Canada         | Sunweb                    | + 18 s          |
| 5e | Ashleigh Moolman     | Afrique du Sud | CCC-Liv                   | + 18 s          |
| 6e | Katarzyna Niewiadoma | Pologne        | Canyon-SRAM Racing        | + 18 s          |
| 7e | Emma White           | États-Unis     | Rally Cycling             | + 18 s          |
| 8e | Lizzie Deignan       | Royaume-Uni    | Trek-Segafredo            | + 18 s          |
| 9e | Brodie Chapman       | Australie      | Tibco-Silicon Valley Bank | + 20 s          |
| 10e | Marta Cavalli        | Italie         | Valcar Cylance            | + 20 s          |

| \| Classement général \| Classement général \| Classement général \| Classement général \| Classement général \| \| Coureuse \| Coureuse \| Pays \| Équipe \| Temps \| \| ------------------ \| -------------------- \| ------------------ \| ------------------------------------ \| ------------------ \| \| 1re \| Anna van der Breggen \| Pays-Bas \| Boels Dolmans \| 2 h 36 min 04 s \| \| 2e \| Elisa Balsamo \| Italie \| Valcar Cylance \| + 25 s \| \| 3e \| Arlenis Sierra \| Cuba \| Astana Women's Team \| + 27 s \| \| 4e \| Lizzie Deignan \| Royaume-Uni \| Trek-Segafredo \| + 29 s \| \| 5e \| Leah Kirchmann \| Canada \| Sunweb \| + 31 s \| \| 6e \| Ashleigh Moolman \| Afrique du Sud \| CCC-Liv \| + 31 s \| \| 7e \| Katarzyna Niewiadoma \| Pologne \| Canyon-SRAM Racing \| + 31 s \| \| 8e \| Emma White \| États-Unis \| Rally Cycling \| + 31 s \| \| 9e \| Olga Zabelinskaïa \| Ouzbekistan \| Cogeas-Mettler-Look Pro Cycling Team \| + 32 s \| \| 10e \| Brodie Chapman \| Australie \| Tibco-Silicon Valley Bank \| + 33 s \| |                      |                |                                      |                 |
| |                      |                |                                      |                 |
| Source : ProCyclingStats |                      |                |                                      |                 |
| Classement général |                      |                |                                      |                 |
| Coureuse | Coureuse             | Pays           | Équipe                               | Temps           |
| 1re | Anna van der Breggen | Pays-Bas       | Boels Dolmans                        | 2 h 36 min 04 s |
| 2e | Elisa Balsamo        | Italie         | Valcar Cylance                       | + 25 s          |
| 3e | Arlenis Sierra       | Cuba           | Astana Women's Team                  | + 27 s          |
| 4e | Lizzie Deignan       | Royaume-Uni    | Trek-Segafredo                       | + 29 s          |
| 5e | Leah Kirchmann       | Canada         | Sunweb                               | + 31 s          |
| 6e | Ashleigh Moolman     | Afrique du Sud | CCC-Liv                              | + 31 s          |
| 7e | Katarzyna Niewiadoma | Pologne        | Canyon-SRAM Racing                   | + 31 s          |
| 8e | Emma White           | États-Unis     | Rally Cycling                        | + 31 s          |
| 9e | Olga Zabelinskaïa    | Ouzbekistan    | Cogeas-Mettler-Look Pro Cycling Team | + 32 s          |
| 10e | Brodie Chapman       | Australie      | Tibco-Silicon Valley Bank            | + 33 s          |

### 2eétape
Plusieurs coureuses de la formation Valcar-Cylance tentent de s'échapper sans succès. Olga Zabelinskaya mène la montée vers Glendora et réduit le peloton à trente unités. Liliana Moreno va chercher les points du classement de la montagne. Sur le faux-plat suivant le sommet, Coryn Rivera et Lisa Klein sortent un bref instant. Dans la montée vers le Sunset peak, Coryn Rivera et Trixi Worrack s'échappent. Elles sont reprises à quinze kilomètres de l'arrivée. Ashleigh Moolman contre mais est immédiatement ramener à l'ordre. Par la suite, Kathrin Hammes et Omer Shapira passent à l'offensive. Elles sont rejointes par Coryn Rivera dans la descente vers Mount Baldy Village. Dans l'ascension finale, Shapira distance ses compagnons d'échappée. À cinq kilomètres du sommet, un groupe de favorites se forme. Katie Hall s'en extrait, suivie ensuite par sa coéquipière Anna van der Breggen. Elles passent Shapira et passent la ligne ensemble, Katie Hall ayant le privilège d'occuper la première place.
| \| Classement de l'étape \| Classement de l'étape \| Classement de l'étape \| Classement de l'étape \| Classement de l'étape \| \| Coureuse \| Coureuse \| Pays \| Équipe \| Temps \| \| --------------------- \| ----------------------- \| --------------------- \| ------------------------------------ \| --------------------- \| \| 1re \| Katie Hall \| États-Unis \| Boels Dolmans \| 2 h 36 min 39 s \| \| 2e \| Anna van der Breggen \| Pays-Bas \| Boels Dolmans \| + 0 s \| \| 3e \| Ashleigh Moolman \| Afrique du Sud \| CCC-Liv \| + 33 s \| \| 4e \| Clara Koppenburg \| Allemagne \| WNT-Rotor Pro Cycling \| + 46 s \| \| 5e \| Omer Shapira \| Israël \| Canyon-SRAM Racing \| + 57 s \| \| 6e \| Katarzyna Niewiadoma \| Pologne \| Canyon-SRAM Racing \| + 57 s \| \| 7e \| Brodie Chapman \| Australie \| Tibco-Silicon Valley Bank \| + 1 min 08 s \| \| 8e \| Emma Grant \| Royaume-Uni \| Sho-Air Twenty20 \| + 1 min 15 s \| \| 9e \| Kristabel Doebel-Hickok \| États-Unis \| Rally Cycling \| + 1 min 19 s \| \| 10e \| Amber Neben \| États-Unis \| Cogeas-Mettler-Look Pro Cycling Team \| + 1 min 37 s \| |                         |                |                                      |                 |
| |                         |                |                                      |                 |
| Source : ProCyclingStats |                         |                |                                      |                 |
| Classement de l'étape |                         |                |                                      |                 |
| Coureuse | Coureuse                | Pays           | Équipe                               | Temps           |
| 1re | Katie Hall              | États-Unis     | Boels Dolmans                        | 2 h 36 min 39 s |
| 2e | Anna van der Breggen    | Pays-Bas       | Boels Dolmans                        | + 0 s           |
| 3e | Ashleigh Moolman        | Afrique du Sud | CCC-Liv                              | + 33 s          |
| 4e | Clara Koppenburg        | Allemagne      | WNT-Rotor Pro Cycling                | + 46 s          |
| 5e | Omer Shapira            | Israël         | Canyon-SRAM Racing                   | + 57 s          |
| 6e | Katarzyna Niewiadoma    | Pologne        | Canyon-SRAM Racing                   | + 57 s          |
| 7e | Brodie Chapman          | Australie      | Tibco-Silicon Valley Bank            | + 1 min 08 s    |
| 8e | Emma Grant              | Royaume-Uni    | Sho-Air Twenty20                     | + 1 min 15 s    |
| 9e | Kristabel Doebel-Hickok | États-Unis     | Rally Cycling                        | + 1 min 19 s    |
| 10e | Amber Neben             | États-Unis     | Cogeas-Mettler-Look Pro Cycling Team | + 1 min 37 s    |

| \| Classement général \| Classement général \| Classement général \| Classement général \| Classement général \| \| Coureuse \| Coureuse \| Pays \| Équipe \| Temps \| \| ------------------ \| ----------------------- \| ------------------ \| ------------------------- \| ------------------ \| \| 1re \| Anna van der Breggen \| Pays-Bas \| Boels Dolmans \| 5 h 12 min 37 s \| \| 2e \| Katie Hall \| États-Unis \| Boels Dolmans \| + 29 s \| \| 3e \| Ashleigh Moolman \| Afrique du Sud \| CCC-Liv \| + 1 min 06 s \| \| 4e \| Clara Koppenburg \| Allemagne \| WNT-Rotor Pro Cycling \| + 1 min 25 s \| \| 5e \| Katarzyna Niewiadoma \| Pologne \| Canyon-SRAM Racing \| + 1 min 34 s \| \| 6e \| Brodie Chapman \| Australie \| Tibco-Silicon Valley Bank \| + 1 min 47 s \| \| 7e \| Kristabel Doebel-Hickok \| États-Unis \| Rally Cycling \| + 1 min 58 s \| \| 8e \| Omer Shapira \| Israël \| Canyon-SRAM Racing \| + 2 min 12 s \| \| 9e \| Emma Grant \| Royaume-Uni \| Sho-Air Twenty20 \| + 2 min 15 s \| \| 10e \| Pauliena Rooijakkers \| Pays-Bas \| CCC-Liv \| + 2 min 30 s \| |                         |                |                           |                 |
| |                         |                |                           |                 |
| Source : ProCyclingStats |                         |                |                           |                 |
| Classement général |                         |                |                           |                 |
| Coureuse | Coureuse                | Pays           | Équipe                    | Temps           |
| 1re | Anna van der Breggen    | Pays-Bas       | Boels Dolmans             | 5 h 12 min 37 s |
| 2e | Katie Hall              | États-Unis     | Boels Dolmans             | + 29 s          |
| 3e | Ashleigh Moolman        | Afrique du Sud | CCC-Liv                   | + 1 min 06 s    |
| 4e | Clara Koppenburg        | Allemagne      | WNT-Rotor Pro Cycling     | + 1 min 25 s    |
| 5e | Katarzyna Niewiadoma    | Pologne        | Canyon-SRAM Racing        | + 1 min 34 s    |
| 6e | Brodie Chapman          | Australie      | Tibco-Silicon Valley Bank | + 1 min 47 s    |
| 7e | Kristabel Doebel-Hickok | États-Unis     | Rally Cycling             | + 1 min 58 s    |
| 8e | Omer Shapira            | Israël         | Canyon-SRAM Racing        | + 2 min 12 s    |
| 9e | Emma Grant              | Royaume-Uni    | Sho-Air Twenty20          | + 2 min 15 s    |
| 10e | Pauliena Rooijakkers    | Pays-Bas       | CCC-Liv                   | + 2 min 30 s    |

### 3eétape
Un groupe de quinze coureuses part à quatre-vingt-quatorze kilomètres de la ligne. Il y a parmi elles : Lily Williams, Juliette Labous, Pernille Mathiesen et Brodie Chapman. Dans la côte suivante, Anna van der Breggen revient sur l'échappée. Jasmin Duehring attaque ensuite avec Liliana Moreno, Pauliena Rooijakkers, Erica Magnaldi et Kathrin Hammes. Moreno empoche les points du classement de la montagne. Dans la descente, Ruth Winder, Hannah Barnes et Juliette Labous rejoignent la tête de course. Dans l'ascension suivante, c'est de nouveau Anna van der Breggen qui mène le peloton. Elle rentre sur le groupe, mais Pauliena Rooijakkers et Kathrin Hammes ressortent immédiatement. Leur avance atteint une minute trente. Après la descente, l'écart passe à cinquante-cinq secondes. Dans les tours de circuit, Olga Zabelinskaya et Marta Cavalli rejoignent l'échappée. Marta Cavalli sort seule dans le final, mais le peloton effectue la jonction dans le dernier kilomètre. Au sprint, Elisa Balsamo s'impose.
| \| Classement de l'étape \| Classement de l'étape \| Classement de l'étape \| Classement de l'étape \| Classement de l'étape \| \| Coureuse \| Coureuse \| Pays \| Équipe \| Temps \| \| --------------------- \| --------------------- \| --------------------- \| ------------------------- \| --------------------- \| \| 1re \| Elisa Balsamo \| Italie \| Valcar Cylance \| 3 h 19 min 57 s \| \| 2e \| Arlenis Sierra \| Cuba \| Astana Women's Team \| + 0 s \| \| 3e \| Leigh Ann Ganzar \| États-Unis \| Hagens Berman-Supermint \| + 0 s \| \| 4e \| Chloé Dygert \| États-Unis \| Sho-Air Twenty20 \| + 0 s \| \| 5e \| Leah Kirchmann \| Canada \| Sunweb \| + 0 s \| \| 6e \| Lisa Klein \| Allemagne \| Canyon-SRAM Racing \| + 0 s \| \| 7e \| Lizzie Deignan \| Royaume-Uni \| Trek-Segafredo \| + 0 s \| \| 8e \| Brodie Chapman \| Australie \| Tibco-Silicon Valley Bank \| + 0 s \| \| 9e \| Tatiana Guderzo \| Italie \| Bepink \| + 0 s \| \| 10e \| Sara Bergen \| Canada \| Rally Cycling \| + 0 s \| |                  |             |                           |                 |
| |                  |             |                           |                 |
| Source : ProCyclingStats |                  |             |                           |                 |
| Classement de l'étape |                  |             |                           |                 |
| Coureuse | Coureuse         | Pays        | Équipe                    | Temps           |
| 1re | Elisa Balsamo    | Italie      | Valcar Cylance            | 3 h 19 min 57 s |
| 2e | Arlenis Sierra   | Cuba        | Astana Women's Team       | + 0 s           |
| 3e | Leigh Ann Ganzar | États-Unis  | Hagens Berman-Supermint   | + 0 s           |
| 4e | Chloé Dygert     | États-Unis  | Sho-Air Twenty20          | + 0 s           |
| 5e | Leah Kirchmann   | Canada      | Sunweb                    | + 0 s           |
| 6e | Lisa Klein       | Allemagne   | Canyon-SRAM Racing        | + 0 s           |
| 7e | Lizzie Deignan   | Royaume-Uni | Trek-Segafredo            | + 0 s           |
| 8e | Brodie Chapman   | Australie   | Tibco-Silicon Valley Bank | + 0 s           |
| 9e | Tatiana Guderzo  | Italie      | Bepink                    | + 0 s           |
| 10e | Sara Bergen      | Canada      | Rally Cycling             | + 0 s           |

## Classements finals

### Classement général final
| \| Classement général \| Classement général \| Classement général \| Classement général \| Classement général \| \| Coureuse \| Coureuse \| Pays \| Équipe \| Temps \| \| ------------------ \| ----------------------- \| ------------------ \| ------------------------- \| ------------------ \| \| 1re \| Anna van der Breggen \| Pays-Bas \| Boels Dolmans \| 8 h 32 min 34 s \| \| 2e \| Katie Hall \| États-Unis \| Boels Dolmans \| + 29 s \| \| 3e \| Ashleigh Moolman \| Afrique du Sud \| CCC-Liv \| + 1 min 06 s \| \| 4e \| Clara Koppenburg \| Allemagne \| WNT-Rotor Pro Cycling \| + 1 min 25 s \| \| 5e \| Katarzyna Niewiadoma \| Pologne \| Canyon-SRAM Racing \| + 1 min 34 s \| \| 6e \| Brodie Chapman \| Australie \| Tibco-Silicon Valley Bank \| + 1 min 46 s \| \| 7e \| Kristabel Doebel-Hickok \| États-Unis \| Rally Cycling \| + 1 min 58 s \| \| 8e \| Omer Shapira \| Israël \| Canyon-SRAM Racing \| + 2 min 12 s \| \| 9e \| Emma Grant \| Royaume-Uni \| Sho-Air Twenty20 \| + 2 min 15 s \| \| 10e \| Pauliena Rooijakkers \| Pays-Bas \| CCC-Liv \| + 2 min 28 s \| |                         |                |                           |                 |
| |                         |                |                           |                 |
| Source : ProCyclingStats |                         |                |                           |                 |
| Classement général |                         |                |                           |                 |
| Coureuse | Coureuse                | Pays           | Équipe                    | Temps           |
| 1re | Anna van der Breggen    | Pays-Bas       | Boels Dolmans             | 8 h 32 min 34 s |
| 2e | Katie Hall              | États-Unis     | Boels Dolmans             | + 29 s          |
| 3e | Ashleigh Moolman        | Afrique du Sud | CCC-Liv                   | + 1 min 06 s    |
| 4e | Clara Koppenburg        | Allemagne      | WNT-Rotor Pro Cycling     | + 1 min 25 s    |
| 5e | Katarzyna Niewiadoma    | Pologne        | Canyon-SRAM Racing        | + 1 min 34 s    |
| 6e | Brodie Chapman          | Australie      | Tibco-Silicon Valley Bank | + 1 min 46 s    |
| 7e | Kristabel Doebel-Hickok | États-Unis     | Rally Cycling             | + 1 min 58 s    |
| 8e | Omer Shapira            | Israël         | Canyon-SRAM Racing        | + 2 min 12 s    |
| 9e | Emma Grant              | Royaume-Uni    | Sho-Air Twenty20          | + 2 min 15 s    |
| 10e | Pauliena Rooijakkers    | Pays-Bas       | CCC-Liv                   | + 2 min 28 s    |

### Points UCI
| Position                  | 1er | 2e  | 3e  | 4e  | 5e | 6e | 7e | 8e | 9e | 10e | 11e | 12e | 13e | 14e | 15e | 16e à 30e | 31e à 40e |  |  |  |
| Classement général        | 200 | 150 | 125 | 100 | 85 | 70 | 60 | 50 | 40 | 35  | 30  | 25  | 20  | 15  | 10  | 5         | 3         |  |  |  |
| Étapes et demi-étapes     | 25  | 20  | 18  | 16  | 14 | 12 | 10 | 8  | 6  | 4   |     |     |     |     |     |           |           |  |  |  |
| Port du maillot de leader | 5   |     |     |     |    |    |    |    |    |     |     |     |     |     |     |           |           |  |  |  |

### Classements annexes
| Classement par points | Classement par points | Classement par points | Classement par points     | Classement par points |
| Coureuse              | Coureuse              | Pays                  | Équipe                    | Points                |
| --------------------- | --------------------- | --------------------- | ------------------------- | --------------------- |
| 1re                   | Anna van der Breggen  | Pays-Bas              | Boels Dolmans             | 30 pts                |
| 2e                    | Elisa Balsamo         | Italie                | Valcar Cylance            | 27 pts                |
| 3e                    | Arlenis Sierra        | Cuba                  | Astana Women's Team       | 21 pts                |
| 4e                    | Katie Hall            | États-Unis            | Boels Dolmans             | 15 pts                |
| 5e                    | Ashleigh Moolman      | Afrique du Sud        | CCC-Liv                   | 15 pts                |
| 6e                    | Leah Kirchmann        | Canada                | Sunweb                    | 13 pts                |
| 7e                    | Katarzyna Niewiadoma  | Pologne               | Canyon-SRAM Racing        | 10 pts                |
| 8e                    | Brodie Chapman        | Australie             | Tibco-Silicon Valley Bank | 10 pts                |
| 9e                    | Lizzie Deignan        | Royaume-Uni           | Trek-Segafredo            | 9 pts                 |
| 10e                   | Leigh Ann Ganzar      | États-Unis            | Hagens Berman-Supermint   | 9 pts                 |

| Classement par points | Classement par points | Classement par points | Classement par points     | Classement par points |
| Coureuse              | Coureuse              | Pays                  | Équipe                    | Points                |
| --------------------- | --------------------- | --------------------- | ------------------------- | --------------------- |
| 1re                   | Anna van der Breggen  | Pays-Bas              | Boels Dolmans             | 30 pts                |
| 2e                    | Elisa Balsamo         | Italie                | Valcar Cylance            | 27 pts                |
| 3e                    | Arlenis Sierra        | Cuba                  | Astana Women's Team       | 21 pts                |
| 4e                    | Katie Hall            | États-Unis            | Boels Dolmans             | 15 pts                |
| 5e                    | Ashleigh Moolman      | Afrique du Sud        | CCC-Liv                   | 15 pts                |
| 6e                    | Leah Kirchmann        | Canada                | Sunweb                    | 13 pts                |
| 7e                    | Katarzyna Niewiadoma  | Pologne               | Canyon-SRAM Racing        | 10 pts                |
| 8e                    | Brodie Chapman        | Australie             | Tibco-Silicon Valley Bank | 10 pts                |
| 9e                    | Lizzie Deignan        | Royaume-Uni           | Trek-Segafredo            | 9 pts                 |
| 10e                   | Leigh Ann Ganzar      | États-Unis            | Hagens Berman-Supermint   | 9 pts                 |

| Classement de la montagne | Classement de la montagne | Classement de la montagne | Classement de la montagne            | Classement de la montagne |
| Coureuse                  | Coureuse                  | Pays                      | Équipe                               | Points                    |
| ------------------------- | ------------------------- | ------------------------- | ------------------------------------ | ------------------------- |
| 1re                       | Liliana Moreno            | Colombie                  | Astana Women's Team                  | 21 pts                    |
| 2e                        | Katie Hall                | États-Unis                | Boels Dolmans                        | 18 pts                    |
| 3e                        | Anna Christian            | Royaume-Uni               | Drops                                | 16 pts                    |
| 4e                        | Anna van der Breggen      | Pays-Bas                  | Boels Dolmans                        | 13 pts                    |
| 5e                        | Ashleigh Moolman          | Afrique du Sud            | CCC-Liv                              | 12 pts                    |
| 6e                        | Clara Koppenburg          | Allemagne                 | WNT-Rotor Pro Cycling                | 9 pts                     |
| 7e                        | Omer Shapira              | Israël                    | Canyon-SRAM Racing                   | 8 pts                     |
| 8e                        | Katarzyna Niewiadoma      | Pologne                   | Canyon-SRAM Racing                   | 7 pts                     |
| 9e                        | Brodie Chapman            | Australie                 | Tibco-Silicon Valley Bank            | 6 pts                     |
| 10e                       | Olga Zabelinskaïa         | Ouzbekistan               | Cogeas-Mettler-Look Pro Cycling Team | 6 pts                     |

| Classement de la montagne | Classement de la montagne | Classement de la montagne | Classement de la montagne            | Classement de la montagne |
| Coureuse                  | Coureuse                  | Pays                      | Équipe                               | Points                    |
| ------------------------- | ------------------------- | ------------------------- | ------------------------------------ | ------------------------- |
| 1re                       | Liliana Moreno            | Colombie                  | Astana Women's Team                  | 21 pts                    |
| 2e                        | Katie Hall                | États-Unis                | Boels Dolmans                        | 18 pts                    |
| 3e                        | Anna Christian            | Royaume-Uni               | Drops                                | 16 pts                    |
| 4e                        | Anna van der Breggen      | Pays-Bas                  | Boels Dolmans                        | 13 pts                    |
| 5e                        | Ashleigh Moolman          | Afrique du Sud            | CCC-Liv                              | 12 pts                    |
| 6e                        | Clara Koppenburg          | Allemagne                 | WNT-Rotor Pro Cycling                | 9 pts                     |
| 7e                        | Omer Shapira              | Israël                    | Canyon-SRAM Racing                   | 8 pts                     |
| 8e                        | Katarzyna Niewiadoma      | Pologne                   | Canyon-SRAM Racing                   | 7 pts                     |
| 9e                        | Brodie Chapman            | Australie                 | Tibco-Silicon Valley Bank            | 6 pts                     |
| 10e                       | Olga Zabelinskaïa         | Ouzbekistan               | Cogeas-Mettler-Look Pro Cycling Team | 6 pts                     |

| Classement du meilleur jeune | Classement du meilleur jeune | Classement du meilleur jeune | Classement du meilleur jeune         | Classement du meilleur jeune |
| Coureuse                     | Coureuse                     | Pays                         | Équipe                               | Temps                        |
| ---------------------------- | ---------------------------- | ---------------------------- | ------------------------------------ | ---------------------------- |
| 1re                          | Juliette Labous              | France                       | Sunweb                               | 8 h 35 min 37 s              |
| 2e                           | Marta Cavalli                | Italie                       | Valcar Cylance                       | + 1 min 02 s                 |
| 3e                           | Anet Barrera                 | Mexique                      | Swapit Agolico                       | + 5 min 42 s                 |
| 4e                           | Emma White                   | États-Unis                   | Rally Cycling                        | + 9 min 45 s                 |
| 5e                           | Elisa Balsamo                | Italie                       | Valcar Cylance                       | + 13 min 10 s                |
| 6e                           | Andrea Ramírez               | Mexique                      | Swapit Agolico                       | + 13 min 31 s                |
| 7e                           | Pernille Mathiesen           | Danemark                     | Sunweb                               | + 14 min 43 s                |
| 8e                           | Chloé Dygert                 | États-Unis                   | Sho-Air Twenty20                     | + 15 min 12 s                |
| 9e                           | Deborah Paine                | Nouvelle-Zélande             | Cogeas-Mettler-Look Pro Cycling Team | + 15 min 29 s                |
| 10e                          | Marta Lach                   | Pologne                      | CCC-Liv                              | + 19 min 00 s                |

| Classement du meilleur jeune | Classement du meilleur jeune | Classement du meilleur jeune | Classement du meilleur jeune         | Classement du meilleur jeune |
| Coureuse                     | Coureuse                     | Pays                         | Équipe                               | Temps                        |
| ---------------------------- | ---------------------------- | ---------------------------- | ------------------------------------ | ---------------------------- |
| 1re                          | Juliette Labous              | France                       | Sunweb                               | 8 h 35 min 37 s              |
| 2e                           | Marta Cavalli                | Italie                       | Valcar Cylance                       | + 1 min 02 s                 |
| 3e                           | Anet Barrera                 | Mexique                      | Swapit Agolico                       | + 5 min 42 s                 |
| 4e                           | Emma White                   | États-Unis                   | Rally Cycling                        | + 9 min 45 s                 |
| 5e                           | Elisa Balsamo                | Italie                       | Valcar Cylance                       | + 13 min 10 s                |
| 6e                           | Andrea Ramírez               | Mexique                      | Swapit Agolico                       | + 13 min 31 s                |
| 7e                           | Pernille Mathiesen           | Danemark                     | Sunweb                               | + 14 min 43 s                |
| 8e                           | Chloé Dygert                 | États-Unis                   | Sho-Air Twenty20                     | + 15 min 12 s                |
| 9e                           | Deborah Paine                | Nouvelle-Zélande             | Cogeas-Mettler-Look Pro Cycling Team | + 15 min 29 s                |
| 10e                          | Marta Lach                   | Pologne                      | CCC-Liv                              | + 19 min 00 s                |

| Classement par équipes | Classement par équipes  | Classement par équipes | Classement par équipes |
| Équipe                 | Équipe                  | Pays                   | Temps                  |
| ---------------------- | ----------------------- | ---------------------- | ---------------------- |
| 1re                    | Canyon-SRAM Racing      | Allemagne              | 25 h 45 min 37 s       |
| 2e                     | Cogeas-Mettler          | Russie                 | + 1 min 29 s           |
| 3e                     | WNT-Rotor Pro Cycling   | Allemagne              | + 2 min 34 s           |
| 4e                     | Trek-Segafredo          | États-Unis             | + 6 min 28 s           |
| 5e                     | Sunweb Women            | Pays-Bas               | + 8 min 48 s           |
| 6e                     | Sho-Air Twenty20        | États-Unis             | + 11 min 33 s          |
| 7e                     | Astana Women's          | Kazakhstan             | + 14 min 22 s          |
| 8e                     | CCC-Liv                 | Pays-Bas               | + 17 min 48 s          |
| 9e                     | Rally UHC Cycling Women | Canada                 | + 19 min 30 s          |
| 10e                    | Valcar Cylance          | Italie                 | + 19 min 45 s          |

| Classement par équipes | Classement par équipes  | Classement par équipes | Classement par équipes |
| Équipe                 | Équipe                  | Pays                   | Temps                  |
| ---------------------- | ----------------------- | ---------------------- | ---------------------- |
| 1re                    | Canyon-SRAM Racing      | Allemagne              | 25 h 45 min 37 s       |
| 2e                     | Cogeas-Mettler          | Russie                 | + 1 min 29 s           |
| 3e                     | WNT-Rotor Pro Cycling   | Allemagne              | + 2 min 34 s           |
| 4e                     | Trek-Segafredo          | États-Unis             | + 6 min 28 s           |
| 5e                     | Sunweb Women            | Pays-Bas               | + 8 min 48 s           |
| 6e                     | Sho-Air Twenty20        | États-Unis             | + 11 min 33 s          |
| 7e                     | Astana Women's          | Kazakhstan             | + 14 min 22 s          |
| 8e                     | CCC-Liv                 | Pays-Bas               | + 17 min 48 s          |
| 9e                     | Rally UHC Cycling Women | Canada                 | + 19 min 30 s          |
| 10e                    | Valcar Cylance          | Italie                 | + 19 min 45 s          |

## Évolution des classements
| Étape              |                    | Vainqueur _          | Classement général   | Classement par points | Meilleure grimpeuse | Meilleure jeune | Super-combative | Meilleure équipe _    |
| ------------------ | ------------------ | -------------------- | -------------------- | --------------------- | ------------------- | --------------- | --------------- | --------------------- |
| 1re étape          | étape vallonnée    | Anna van der Breggen | Anna van der Breggen | Anna van der Breggen  | Liliana Moreno      | Elisa Balsamo   | Lindsay Bayer   | WNT-Rotor Pro Cycling |
| 2e étape           | étape de montagne  | Katie Hall           | Anna van der Breggen | Anna van der Breggen  | Katie Hall          | Juliette Labous | Omer Shapira    | Canyon-SRAM Racing    |
| 3e étape           | étape vallonnée    | Elisa Balsamo        | Anna van der Breggen | Anna van der Breggen  | Liliana Moreno      | Juliette Labous | Kathrin Hammes  | Canyon-SRAM Racing    |
| Classements finals | Classements finals |                      | Anna van der Breggen | Anna van der Breggen  | Liliana Moreno      | Juliette Labous | non attribué    | Canyon-SRAM Racing    |

## Liste des participantes
| Légende                                          | Légende                                                                                              | Légende                                | Légende |
| ------------------------------------------------ | --- | -------------------------------------- | --- |
| Num                                              | Dossard de départ porté par la coureuse sur ce Tour de Californie féminin                            | Pos                                    | Position finale au classement général                                                                         |
| Leader du classement général                     | Indique la vainqueur du classement général                                                           | Leader du classement par points        | Indique la vainqueur du classement par points                                                                 |
| Leader du classement de la montagne              | Indique la vainqueur du classement de la montagne                                                    | Leader du classement du meilleur jeune | Indique la vainqueur du classement de la meilleure jeune                                                      |
| Coureur élu combatif lors de la précédente étape | Indique la coureuse la plus combative                                                                |                                        | Indique un maillot de champion national ou mondial, suivi de sa spécialité                                    |
| #                                                | Indique la meilleure équipe                                                                          | NP                                     | Indique une coureuse qui n'a pas pris le départ d'une étape, suivi du numéro de l'étape où elle s'est retirée |
| AB                                               | Indique une coureuse qui n'a pas terminé une étape, suivi du numéro de l'étape où elle s'est retirée | HD                                     | Indique un coureuse qui a terminé une étape hors des délais, suivi du numéro de l'étape                       |
| DSQ                                              | Indique un coureur qui a été disqualifié de la course, suivi du numéro de l'étape                    | *                                      | Indique un coureuse en lice pour le classement de la meilleure jeune (coureuses nées après le )               |

| Boels Dolmans DLT | Boels Dolmans DLT                  | Boels Dolmans DLT |
| ----------------- | ---------------------------------- | ----------------- |
| Num               | Coureuse                           | Pos               |
| 1                 | Anna van der Breggen (NED) (route) | 1re               |
| 2                 | Chantal Blaak (NED) (route)        | 68e               |
| 3                 | Karol-Ann Canuel (CAN)             | 66e               |
| 4                 | Katie Hall (USA)                   | 2e                |
| 5                 | Skylar Schneider (USA)             | AB-1              |

| Trek-Segafredo TFS | Trek-Segafredo TFS          | Trek-Segafredo TFS |
| ------------------ | --------------------------- | ------------------ |
| Num                | Coureuse                    | Pos                |
| 11                 | Lizzie Deignan (GBR)        | 14e                |
| 12                 | Lauretta Hanson (AUS)       | AB                 |
| 13                 | Lotta Lepistö (FIN) (route) | AB-1               |
| 14                 | Tayler Wiles (USA)          | 11e                |
| 15                 | Ruth Edwards (USA)          | 26e                |
| 16                 | Trixi Worrack (GER)         | 49e                |

| Canyon-SRAM Racing CSR | Canyon-SRAM Racing CSR     | Canyon-SRAM Racing CSR |
| ---------------------- | -------------------------- | ---------------------- |
| Num                    | Coureuse                   | Pos                    |
| 21                     | Katarzyna Niewiadoma (POL) | 5e                     |
| 22                     | Hannah Barnes (GBR)        | 21e                    |
| 23                     | Tiffany Cromwell (AUS)     | AB-3                   |
| 24                     | Lisa Klein (GER)           | 25e                    |
| 25                     | Alexis Magner (USA)        | 69e                    |
| 26                     | Omer Shapira (ISR)         | 8e                     |

| Astana Women's Team ASA | Astana Women's Team ASA      | Astana Women's Team ASA |
| ----------------------- | ---------------------------- | ----------------------- |
| Num                     | Coureuse                     | Pos                     |
| 31                      | Arlenis Sierra (CUB) (route) | 18e                     |
| 32                      | Marie-Soleil Blais (CAN)     | 29e                     |
| 33                      | Liliana Moreno (COL) (route) | 23e                     |
| 34                      | Carolina Rodríguez (MEX)     | 73e                     |
| 35                      | Lizbeth Salazar (MEX)        | 62e                     |

| Tibco-Silicon Valley Bank TIB | Tibco-Silicon Valley Bank TIB | Tibco-Silicon Valley Bank TIB |
| ----------------------------- | ----------------------------- | ----------------------------- |
| Num                           | Coureuse                      | Pos                           |
| 41                            | Brodie Chapman (AUS)          | 6e                            |
| 42                            | Alice Cobb (GBR)              | 56e                           |
| 43                            | Alison Jackson (CAN)          | AB-3                          |
| 44                            | Emily Newsom (USA)            | 34e                           |
| 45                            | Kendall Ryan (USA)            | AB-2                          |
| 46                            | Lauren Stephens (USA)         | 55e                           |

| Sunweb SUN | Sunweb SUN                 | Sunweb SUN |
| ---------- | -------------------------- | ---------- |
| Num        | Coureuse                   | Pos        |
| 51         | Coryn Rivera (USA) (route) | 30e        |
| 52         | Susanne Andersen (NOR)     | 76e        |
| 53         | Leah Kirchmann (CAN)       | 15e        |
| 54         | Juliette Labous (FRA)      | 16e        |
| 55         | Pernille Mathiesen (DEN)   | 42e        |
| 56         | Julia Soek (NED)           | AB-2       |

| CCC-Liv CCC | CCC-Liv CCC                    | CCC-Liv CCC |
| ----------- | ------------------------------ | ----------- |
| Num         | Coureuse                       | Pos         |
| 61          | Ashleigh Moolman (RSA) (route) | 3e          |
| 62          | Evy Kuijpers (NED)             | 57e         |
| 63          | Marta Lach (POL)               | 51e         |
| 64          | Pauliena Rooijakkers (NED)     | 10e         |
| 65          | Inge van der Heijden (NED)     | AB-1        |

| WNT-Rotor Pro Cycling WNT | WNT-Rotor Pro Cycling WNT | WNT-Rotor Pro Cycling WNT |
| ------------------------- | ------------------------- | ------------------------- |
| Num                       | Coureuse                  | Pos                       |
| 71                        | Erica Magnaldi (ITA)      | 17e                       |
| 72                        | Lisa Brennauer (GER)      | 38e                       |
| 73                        | Laura Asencio (FRA)       | 72e                       |
| 74                        | Kathrin Hammes (GER)      | 28e                       |
| 75                        | Clara Koppenburg (GER)    | 4e                        |

| Rally Cycling RLW | Rally Cycling RLW             | Rally Cycling RLW |
| ----------------- | ----------------------------- | ----------------- |
| Num               | Coureuse                      | Pos               |
| 81                | Emma White (USA)              | 33e               |
| 82                | Kristabel Doebel-Hickok (USA) | 7e                |
| 83                | Sara Bergen (CAN)             | 41e               |
| 84                | Gillian Ellsay (CAN)          | 74e               |
| 85                | Heidi Franz (USA)             | 52e               |
| 86                | Abigail Mickey (USA)          | 64e               |

| Valcar Cylance VAL | Valcar Cylance VAL              | Valcar Cylance VAL |
| ------------------ | ------------------------------- | ------------------ |
| Num                | Coureuse                        | Pos                |
| 91                 | Marta Cavalli (ITA) (route)     | 20e                |
| 92                 | Elisa Balsamo (ITA)             | 39e                |
| 93                 | Alice Maria Arzuffi (ITA)       | 22e                |
| 94                 | Maria Giulia Confalonieri (ITA) | 58e                |
| 95                 | Dalia Muccioli (ITA)            | 61e                |
| 96                 | Silvia Persico (ITA)            | 59e                |

| Sho-Air Twenty20 T20 | Sho-Air Twenty20 T20  | Sho-Air Twenty20 T20 |
| -------------------- | --------------------- | -------------------- |
| Num                  | Coureuse              | Pos                  |
| 101                  | Chloé Dygert (USA)    | 45e                  |
| 102                  | Erica Clevenger (USA) | 32e                  |
| 103                  | Allie Dragoo (USA)    | 65e                  |
| 104                  | Jasmin Duehring (CAN) | 27e                  |
| 105                  | Emma Grant (GBR)      | 9e                   |
| 106                  | Jennifer Luebke (USA) | 50e                  |

| Bepink BPK | Bepink BPK             | Bepink BPK |
| ---------- | ---------------------- | ---------- |
| Num        | Coureuse               | Pos        |
| 111        | Rachele Barbieri (ITA) | AB-1       |
| 112        | Tatiana Guderzo (ITA)  | 43e        |
| 113        | Simona Frapporti (ITA) | AB-3       |
| 114        | Chiara Perini (ITA)    | 63e        |
| 115        | Silvia Valsecchi (ITA) | 71e        |
| 116        | Silvia Zanardi (ITA)   | AB-1       |

| Cogeas-Mettler-Look Pro Cycling Team CGS | Cogeas-Mettler-Look Pro Cycling Team CGS | Cogeas-Mettler-Look Pro Cycling Team CGS |
| ---------------------------------------- | ---------------------------------------- | ---------------------------------------- |
| Num                                      | Coureuse                                 | Pos                                      |
| 121                                      | Olga Zabelinskaïa (UZB)                  | 19e                                      |
| 122                                      | Amber Neben (USA)                        | 12e                                      |
| 123                                      | Deborah Paine (NZL)                      | 46e                                      |
| 124                                      | Virginie Perizzolo Pointet (SUI)         | AB-1                                     |
| 125                                      | Edwige Pitel (FRA)                       | 13e                                      |
| 126                                      | Valentina Scandolara (ITA)               | AB-1                                     |

| Hagens Berman-Supermint HBS | Hagens Berman-Supermint HBS | Hagens Berman-Supermint HBS |
| --------------------------- | --------------------------- | --------------------------- |
| Num                         | Coureuse                    | Pos                         |
| 131                         | Whitney Allison (USA)       | 31e                         |
| 132                         | Leigh Ann Ganzar (USA)      | 35e                         |
| 133                         | Jessica Cerra (USA)         | 48e                         |
| 134                         | Lindsay Bayer (USA)         | AB-2                        |
| 135                         | Liza Rachetto (USA)         | 70e                         |
| 136                         | Lily Williams (USA)         | 44e                         |

| Swapit Agolico SWA | Swapit Agolico SWA           | Swapit Agolico SWA |
| ------------------ | ---------------------------- | ------------------ |
| Num                | Coureuse                     | Pos                |
| 141                | Ariadna Gutiérrez (MEX)      | 53e                |
| 142                | Andrea Ramírez (MEX)         | 40e                |
| 143                | Anet Barrera (MEX)           | 24e                |
| 144                | Milena Salcedo (COL)         | 47e                |
| 145                | Cristina Sanabria (COL)      | 67e                |
| 146                | Brenda Santoyo (MEX) (route) | 60e                |

| Drops DRP | Drops DRP                | Drops DRP |
| --------- | ------------------------ | --------- |
| Num       | Coureuse                 | Pos       |
| 151       | Elinor Barker (GBR)      | 37e       |
| 152       | Megan Barker (GBR)       | 75e       |
| 153       | Anna Christian (GBR)     | 36e       |
| 154       | Elizabeth Holden (GBR)   | 54e       |
| 155       | Joscelin Lowden (GBR)    | NP-2      |
| 156       | Abby-Mae Parkinson (GBR) | AB-1      |

| Boels Dolmans DLT | Boels Dolmans DLT                  | Boels Dolmans DLT |
| ----------------- | ---------------------------------- | ----------------- |
| Num               | Coureuse                           | Pos               |
| 1                 | Anna van der Breggen (NED) (route) | 1re               |
| 2                 | Chantal Blaak (NED) (route)        | 68e               |
| 3                 | Karol-Ann Canuel (CAN)             | 66e               |
| 4                 | Katie Hall (USA)                   | 2e                |
| 5                 | Skylar Schneider (USA)             | AB-1              |

| Trek-Segafredo TFS | Trek-Segafredo TFS          | Trek-Segafredo TFS |
| ------------------ | --------------------------- | ------------------ |
| Num                | Coureuse                    | Pos                |
| 11                 | Lizzie Deignan (GBR)        | 14e                |
| 12                 | Lauretta Hanson (AUS)       | AB                 |
| 13                 | Lotta Lepistö (FIN) (route) | AB-1               |
| 14                 | Tayler Wiles (USA)          | 11e                |
| 15                 | Ruth Edwards (USA)          | 26e                |
| 16                 | Trixi Worrack (GER)         | 49e                |

| Canyon-SRAM Racing CSR | Canyon-SRAM Racing CSR     | Canyon-SRAM Racing CSR |
| ---------------------- | -------------------------- | ---------------------- |
| Num                    | Coureuse                   | Pos                    |
| 21                     | Katarzyna Niewiadoma (POL) | 5e                     |
| 22                     | Hannah Barnes (GBR)        | 21e                    |
| 23                     | Tiffany Cromwell (AUS)     | AB-3                   |
| 24                     | Lisa Klein (GER)           | 25e                    |
| 25                     | Alexis Magner (USA)        | 69e                    |
| 26                     | Omer Shapira (ISR)         | 8e                     |

| Astana Women's Team ASA | Astana Women's Team ASA      | Astana Women's Team ASA |
| ----------------------- | ---------------------------- | ----------------------- |
| Num                     | Coureuse                     | Pos                     |
| 31                      | Arlenis Sierra (CUB) (route) | 18e                     |
| 32                      | Marie-Soleil Blais (CAN)     | 29e                     |
| 33                      | Liliana Moreno (COL) (route) | 23e                     |
| 34                      | Carolina Rodríguez (MEX)     | 73e                     |
| 35                      | Lizbeth Salazar (MEX)        | 62e                     |

| Tibco-Silicon Valley Bank TIB | Tibco-Silicon Valley Bank TIB | Tibco-Silicon Valley Bank TIB |
| ----------------------------- | ----------------------------- | ----------------------------- |
| Num                           | Coureuse                      | Pos                           |
| 41                            | Brodie Chapman (AUS)          | 6e                            |
| 42                            | Alice Cobb (GBR)              | 56e                           |
| 43                            | Alison Jackson (CAN)          | AB-3                          |
| 44                            | Emily Newsom (USA)            | 34e                           |
| 45                            | Kendall Ryan (USA)            | AB-2                          |
| 46                            | Lauren Stephens (USA)         | 55e                           |

| Sunweb SUN | Sunweb SUN                 | Sunweb SUN |
| ---------- | -------------------------- | ---------- |
| Num        | Coureuse                   | Pos        |
| 51         | Coryn Rivera (USA) (route) | 30e        |
| 52         | Susanne Andersen (NOR)     | 76e        |
| 53         | Leah Kirchmann (CAN)       | 15e        |
| 54         | Juliette Labous (FRA)      | 16e        |
| 55         | Pernille Mathiesen (DEN)   | 42e        |
| 56         | Julia Soek (NED)           | AB-2       |

| CCC-Liv CCC | CCC-Liv CCC                    | CCC-Liv CCC |
| ----------- | ------------------------------ | ----------- |
| Num         | Coureuse                       | Pos         |
| 61          | Ashleigh Moolman (RSA) (route) | 3e          |
| 62          | Evy Kuijpers (NED)             | 57e         |
| 63          | Marta Lach (POL)               | 51e         |
| 64          | Pauliena Rooijakkers (NED)     | 10e         |
| 65          | Inge van der Heijden (NED)     | AB-1        |

| WNT-Rotor Pro Cycling WNT | WNT-Rotor Pro Cycling WNT | WNT-Rotor Pro Cycling WNT |
| ------------------------- | ------------------------- | ------------------------- |
| Num                       | Coureuse                  | Pos                       |
| 71                        | Erica Magnaldi (ITA)      | 17e                       |
| 72                        | Lisa Brennauer (GER)      | 38e                       |
| 73                        | Laura Asencio (FRA)       | 72e                       |
| 74                        | Kathrin Hammes (GER)      | 28e                       |
| 75                        | Clara Koppenburg (GER)    | 4e                        |

| Rally Cycling RLW | Rally Cycling RLW             | Rally Cycling RLW |
| ----------------- | ----------------------------- | ----------------- |
| Num               | Coureuse                      | Pos               |
| 81                | Emma White (USA)              | 33e               |
| 82                | Kristabel Doebel-Hickok (USA) | 7e                |
| 83                | Sara Bergen (CAN)             | 41e               |
| 84                | Gillian Ellsay (CAN)          | 74e               |
| 85                | Heidi Franz (USA)             | 52e               |
| 86                | Abigail Mickey (USA)          | 64e               |

| Valcar Cylance VAL | Valcar Cylance VAL              | Valcar Cylance VAL |
| ------------------ | ------------------------------- | ------------------ |
| Num                | Coureuse                        | Pos                |
| 91                 | Marta Cavalli (ITA) (route)     | 20e                |
| 92                 | Elisa Balsamo (ITA)             | 39e                |
| 93                 | Alice Maria Arzuffi (ITA)       | 22e                |
| 94                 | Maria Giulia Confalonieri (ITA) | 58e                |
| 95                 | Dalia Muccioli (ITA)            | 61e                |
| 96                 | Silvia Persico (ITA)            | 59e                |

| Sho-Air Twenty20 T20 | Sho-Air Twenty20 T20  | Sho-Air Twenty20 T20 |
| -------------------- | --------------------- | -------------------- |
| Num                  | Coureuse              | Pos                  |
| 101                  | Chloé Dygert (USA)    | 45e                  |
| 102                  | Erica Clevenger (USA) | 32e                  |
| 103                  | Allie Dragoo (USA)    | 65e                  |
| 104                  | Jasmin Duehring (CAN) | 27e                  |
| 105                  | Emma Grant (GBR)      | 9e                   |
| 106                  | Jennifer Luebke (USA) | 50e                  |

| Bepink BPK | Bepink BPK             | Bepink BPK |
| ---------- | ---------------------- | ---------- |
| Num        | Coureuse               | Pos        |
| 111        | Rachele Barbieri (ITA) | AB-1       |
| 112        | Tatiana Guderzo (ITA)  | 43e        |
| 113        | Simona Frapporti (ITA) | AB-3       |
| 114        | Chiara Perini (ITA)    | 63e        |
| 115        | Silvia Valsecchi (ITA) | 71e        |
| 116        | Silvia Zanardi (ITA)   | AB-1       |

| Cogeas-Mettler-Look Pro Cycling Team CGS | Cogeas-Mettler-Look Pro Cycling Team CGS | Cogeas-Mettler-Look Pro Cycling Team CGS |
| ---------------------------------------- | ---------------------------------------- | ---------------------------------------- |
| Num                                      | Coureuse                                 | Pos                                      |
| 121                                      | Olga Zabelinskaïa (UZB)                  | 19e                                      |
| 122                                      | Amber Neben (USA)                        | 12e                                      |
| 123                                      | Deborah Paine (NZL)                      | 46e                                      |
| 124                                      | Virginie Perizzolo Pointet (SUI)         | AB-1                                     |
| 125                                      | Edwige Pitel (FRA)                       | 13e                                      |
| 126                                      | Valentina Scandolara (ITA)               | AB-1                                     |

| Hagens Berman-Supermint HBS | Hagens Berman-Supermint HBS | Hagens Berman-Supermint HBS |
| --------------------------- | --------------------------- | --------------------------- |
| Num                         | Coureuse                    | Pos                         |
| 131                         | Whitney Allison (USA)       | 31e                         |
| 132                         | Leigh Ann Ganzar (USA)      | 35e                         |
| 133                         | Jessica Cerra (USA)         | 48e                         |
| 134                         | Lindsay Bayer (USA)         | AB-2                        |
| 135                         | Liza Rachetto (USA)         | 70e                         |
| 136                         | Lily Williams (USA)         | 44e                         |

| Swapit Agolico SWA | Swapit Agolico SWA           | Swapit Agolico SWA |
| ------------------ | ---------------------------- | ------------------ |
| Num                | Coureuse                     | Pos                |
| 141                | Ariadna Gutiérrez (MEX)      | 53e                |
| 142                | Andrea Ramírez (MEX)         | 40e                |
| 143                | Anet Barrera (MEX)           | 24e                |
| 144                | Milena Salcedo (COL)         | 47e                |
| 145                | Cristina Sanabria (COL)      | 67e                |
| 146                | Brenda Santoyo (MEX) (route) | 60e                |

| Drops DRP | Drops DRP                | Drops DRP |
| --------- | ------------------------ | --------- |
| Num       | Coureuse                 | Pos       |
| 151       | Elinor Barker (GBR)      | 37e       |
| 152       | Megan Barker (GBR)       | 75e       |
| 153       | Anna Christian (GBR)     | 36e       |
| 154       | Elizabeth Holden (GBR)   | 54e       |
| 155       | Joscelin Lowden (GBR)    | NP-2      |
| 156       | Abby-Mae Parkinson (GBR) | AB-1      |